# Dritan Abazović
Dritan Abazović (cyrilicí Дритан Абазовић, v albánském přepisu Dritan Abazoviq; 25. prosince 1985 Ulcinj) je černohorský politik, od 4. prosince 2020 do 28. dubna 2022 místopředseda vlády Černé Hory a od dubna 2022 do října 2023 premiér Černé Hory.

## Život a kariéra
Základní školu i gymnázium dokončil v Ulcinju. Vysokoškolský diplom obdržel z politologie na univerzitě v Sarajevu. Zde získal za vzorné studium dvě zlaté medaile. Následně dokončil studium mezinárodních vztahů. Doktorský titul obdržel na základě práce o globalizaci tamtéž.
Od dubna 2017 je členem strany Ujedinjena reformska akcija Je rovněž poslancem 27. Skupštiny Černé Hory.
V lednu 2022 byl jmenován členem Institutu pro svobodu vyznání a bezpečnosti v Evropě (IFFSE).
V dubnu 2022 byl jmenován členem Evropské rady mezinárodních vztahů (ECFR).
Abazović je albánské národnosti a muslimského vyznání. Hovoří srbochorvatsky, albánsky a anglicky.